# Olympische Sommerspiele 2020/Teilnehmer (Bulgarien)
| Gelbes Symbol für Goldmedaillen mit stilisierten Olympischen Ringen | Graues Symbol für Silbermedaillen mit stilisierten Olympischen Ringen | Braundes Symbol für Bronzemedaillen mit stilisierten Olympischen Ringen |
| ------------------------------------------------------------------- | --------------------------------------------------------------------- | ----------------------------------------------------------------------- |
| 3                                                                   | 1                                                                     | 2                                                                       |

Bulgarien nahm an den Olympischen Spielen 2020 in Tokio mit 42 Sportlern in zwölf Sportarten teil. Es war die insgesamt 21. Teilnahme an Olympischen Sommerspielen.

## Teilnehmer nach Sportarten

### Badminton
| Athleten                       | Wettbewerb | Gruppenphase                    | Gruppenphase              | Gruppenphase | Gruppenphase | Achtelfinale  | Achtelfinale  | Viertelfinale | Viertelfinale | Halbfinale    | Halbfinale    | Finale        | Finale        | Rang          |
| Athleten                       | Wettbewerb | Gegner                          | Ergebnis                  | Punkte       | Rang         | Gegner        | Ergebnis      | Gegner        | Ergebnis      | Gegner        | Ergebnis      | Gegner        | Ergebnis      | Rang          |
| ------------------------------ | ---------- | ------------------------------- | ------------------------- | ------------ | ------------ | ------------- | ------------- | ------------- | ------------- | ------------- | ------------- | ------------- | ------------- | ------------- |
| Frauen                         |            |                                 |                           |              |              |               |               |               |               |               |               |               |               |               |
| Linda Setschiri                | Einzel     | W. Chen                         | 1:2 (16:21, 22:20, 8:21)  | 59:104       | 3            | ausgeschieden | ausgeschieden | ausgeschieden | ausgeschieden | ausgeschieden | ausgeschieden | ausgeschieden | ausgeschieden | ausgeschieden |
| Linda Setschiri                | Einzel     | M. Blichfeldt                   | 0:2 (10:21, 3:21)         | 59:104       | 3            | ausgeschieden | ausgeschieden | ausgeschieden | ausgeschieden | ausgeschieden | ausgeschieden | ausgeschieden | ausgeschieden | ausgeschieden |
| Gabriela Stoewa Stefani Stoewa | Doppel     | Kim S.-y. / Kong H.-y.          | 1:2 (23:21, 12:21, 21:23) | 147:156      | 3            | ausgeschieden | ausgeschieden | ausgeschieden | ausgeschieden | ausgeschieden | ausgeschieden | ausgeschieden | ausgeschieden | ausgeschieden |
| Gabriela Stoewa Stefani Stoewa | Doppel     | Chen Q. / Jia Y.                | 0:2 (18:21, 15:21)        | 147:156      | 3            | ausgeschieden | ausgeschieden | ausgeschieden | ausgeschieden | ausgeschieden | ausgeschieden | ausgeschieden | ausgeschieden | ausgeschieden |
| Gabriela Stoewa Stefani Stoewa | Doppel     | J. Kititharakul / R. Prajongjai | 2:1 (21:11, 16:21, 21:17) | 147:156      | 3            | ausgeschieden | ausgeschieden | ausgeschieden | ausgeschieden | ausgeschieden | ausgeschieden | ausgeschieden | ausgeschieden | ausgeschieden |

### Boxen
| Athleten          | Wettbewerb               | 1. Runde     | 1. Runde | Achtelfinale | Achtelfinale | Viertelfinale | Viertelfinale | Halbfinale    | Halbfinale    | Finale          | Finale        | Rang |
| Athleten          | Wettbewerb               | Gegner       | Ergebnis | Gegner       | Ergebnis     | Gegner        | Ergebnis      | Gegner        | Ergebnis      | Gegner          | Ergebnis      | Rang |
| ----------------- | ------------------------ | ------------ | -------- | ------------ | ------------ | ------------- | ------------- | ------------- | ------------- | --------------- | ------------- | ---- |
| Frauen            |                          |              |          |              |              |               |               |               |               |                 |               |      |
| Stojka Krastewa   | Fliegengewicht bis 51 kg | Nguyễn T. T. | 3:2      | V. Fuchs     | 5:0          | Chang Y.      | 4:1           | T. Namiki     | 5:0           | B. N. Çakıroğlu | 5:0           | Gold |
| Stanimira Petrowa | Leichtgewicht bis 60 kg  | Freilos      | Freilos  | Y. Arias     | 2:3          | ausgeschieden | ausgeschieden | ausgeschieden | ausgeschieden | ausgeschieden   | ausgeschieden | 9    |
| Männer            |                          |              |          |              |              |               |               |               |               |                 |               |      |
| Daniel Assenow    | Fliegengewicht bis 52 kg | C. Gîrleanu  | 5:0      | G. Escobar   | 1:4          | ausgeschieden | ausgeschieden | ausgeschieden | ausgeschieden | ausgeschieden   | ausgeschieden | 9    |

### Gewichtheben
| Athleten          | Wettbewerb               | Reißen  | Reißen | Stoßen  | Stoßen | Zweikampf | Zweikampf | Rang |
| Athleten          | Wettbewerb               | Gewicht | Rang   | Gewicht | Rang   | Gewicht   | Rang      | Rang |
| ----------------- | ------------------------ | ------- | ------ | ------- | ------ | --------- | --------- | ---- |
| Männer            |                          |         |        |         |        |           |           |      |
| Boschidar Andreew | Leichtgewicht bis 73 kg  | 154 kg  | 4      | 184 kg  | 7      | 338 kg    | 5         | 5    |
| Christo Christow  | Schwergewicht bis 109 kg | 189 kg  | 3      | 219 kg  | 6      | 408 kg    | 5         | 5    |

### Judo
| Athleten           | Wettbewerb | 1. Runde    | 1. Runde | 2. Runde   | 2. Runde | Achtelfinale  | Achtelfinale | Viertelfinale | Viertelfinale | Halbfinale / Trostrunde | Halbfinale / Trostrunde | Finale / Platz 3 | Finale / Platz 3 | Rang |
| Athleten           | Wettbewerb | Gegner      | Ergebnis | Gegner     | Ergebnis | Gegner        | Ergebnis     | Gegner        | Ergebnis      | Gegner                  | Ergebnis                | Gegner           | Ergebnis         | Rang |
| ------------------ | ---------- | ----------- | -------- | ---------- | -------- | ------------- | ------------ | ------------- | ------------- | ----------------------- | ----------------------- | ---------------- | ---------------- | ---- |
| Frauen             |            |             |          |            |          |               |              |               |               |                         |                         |                  |                  |      |
| Iwelina Iliewa     | bis 57 kg  | G. Khelifi  | 10:0s2   | —          | —        | J. Klimkait   | 0s1:10       | ausgeschieden | ausgeschieden | ausgeschieden           | ausgeschieden           | ausgeschieden    | ausgeschieden    | 9    |
| Männer             |            |             |          |            |          |               |              |               |               |                         |                         |                  |                  |      |
| Janislaw Gertschew | bis 60 kg  | L. Preciado | 10:0s3   | —          | —        | Yang Y.-w.    | 0s1:10       | ausgeschieden | ausgeschieden | ausgeschieden           | ausgeschieden           | ausgeschieden    | ausgeschieden    | 9    |
| Iwajlo Iwanow      | bis 81 kg  | Freilos     | Freilos  | E. Lucenti | 10:0     | S. Boltaboyev | 0s2:1s2      | ausgeschieden | ausgeschieden | ausgeschieden           | ausgeschieden           | ausgeschieden    | ausgeschieden    | 9    |

### Kanu

#### Kanurennsport
| Athleten            | Wettbewerb | Vorlauf  | Vorlauf | Viertelfinale | Viertelfinale | Halbfinale    | Halbfinale    | Finale        | Finale        | Rang          |
| Athleten            | Wettbewerb | Zeit     | Rang    | Zeit          | Rang          | Zeit          | Rang          | Zeit          | Rang          | Rang          |
| ------------------- | ---------- | -------- | ------- | ------------- | ------------- | ------------- | ------------- | ------------- | ------------- | ------------- |
| Frauen              |            |          |         |               |               |               |               |               |               |               |
| Stanilija Stamenowa | C-1 200 m  | 48,477 s | 4       | 48,939 s      | 5             | ausgeschieden | ausgeschieden | ausgeschieden | ausgeschieden | ausgeschieden |

### Karate

#### Kumite
| Athleten      | Wettbewerb       | Gruppenphase | Gruppenphase | Halbfinale | Halbfinale | Finale      | Finale   | Rang |
| Athleten      | Wettbewerb       | Punkte       | Rang         | Gegner     | Ergebnis   | Gegner      | Ergebnis | Rang |
| ------------- | ---------------- | ------------ | ------------ | ---------- | ---------- | ----------- | -------- | ---- |
| Frauen        |                  |              |              |            |            |             |          |      |
| Iwet Goranowa | Kumite bis 55 kg | 6            | 1            | B. Plank   | 4:3        | A. Terljuha | 5:1      | Gold |

### Leichtathletik
Laufen und Gehen 
| Athleten           | Wettbewerb | Runde 1 | Runde 1 | Halbfinale    | Halbfinale    | Finale        | Finale        | Rang          |
| Athleten           | Wettbewerb | Zeit    | Rang    | Zeit          | Rang          | Zeit          | Rang          | Rang          |
| ------------------ | ---------- | ------- | ------- | ------------- | ------------- | ------------- | ------------- | ------------- |
| Frauen             |            |         |         |               |               |               |               |               |
| Inna Eftimowa      | 100 m      | 11,46 s | 6       | ausgeschieden | ausgeschieden | ausgeschieden | ausgeschieden | ausgeschieden |
| Inna Eftimowa      | 200 m      | 23,42 s | 5       | ausgeschieden | ausgeschieden | ausgeschieden | ausgeschieden | ausgeschieden |
| Iwet Lalowa-Collio | 200 m      | 23,39 s | 5       | ausgeschieden | ausgeschieden | ausgeschieden | ausgeschieden | ausgeschieden |

 Springen und Werfen 
| Athleten         | Wettbewerb | Qualifikation | Qualifikation | Finale        | Finale        | Rang |
| Athleten         | Wettbewerb | Weite/Höhe    | Rang          | Weite/Höhe    | Rang          | Rang |
| ---------------- | ---------- | ------------- | ------------- | ------------- | ------------- | ---- |
| Frauen           |            |               |               |               |               |      |
| Mirela Demirewa  | Hochsprung | 1,95 m        | 14            | 1,93 m        | 12            | 12   |
| Gabriela Petrowa | Dreisprung | 13,79 m       | 22            | ausgeschieden | ausgeschieden | 22   |
| Männer           |            |               |               |               |               |      |
| Tichomir Iwanow  | Hochsprung | 2,17 m        | 26            | ausgeschieden | ausgeschieden | 26   |

### Ringen

#### Freier Stil
Legende: G = Gewonnen, V = Verloren, S = Schultersieg
| Athleten          | Wettbewerb       | Achtelfinale       | Achtelfinale | Viertelfinale     | Viertelfinale | Halbfinale      | Halbfinale    | Hoffnungsrunde Halbfinale | Hoffnungsrunde Halbfinale | Hoffnungsrunde Finale | Hoffnungsrunde Finale | Finale        | Finale        | Rang   |
| Athleten          | Wettbewerb       | Gegner             | Ergebnis     | Gegner            | Ergebnis      | Gegner          | Ergebnis      | Gegner                    | Ergebnis                  | Gegner                | Ergebnis              | Gegner        | Ergebnis      | Rang   |
| ----------------- | ---------------- | ------------------ | ------------ | ----------------- | ------------- | --------------- | ------------- | ------------------------- | ------------------------- | --------------------- | --------------------- | ------------- | ------------- | ------ |
| Frauen            |                  |                    |              |                   |               |                 |               |                           |                           |                       |                       |               |               |        |
| Miglena Selischka | Klasse bis 50 kg | A. Vuc             | G 6:0        | S. Hildebrandt    | V 2:12        | ausgeschieden   | ausgeschieden | ausgeschieden             | ausgeschieden             | ausgeschieden         | ausgeschieden         | ausgeschieden | ausgeschieden | 7      |
| Ewelina Nikolowa  | Klasse bis 57 kg | J. Wrzesień        | G 3:0        | A. Nichita        | G 6:3         | I. Kuratschkina | V 0:11        | —                         | —                         | W. Kobolowa           | G 5:0S                | ausgeschieden | ausgeschieden | Bronze |
| Tajbe Jussein     | Klasse bis 62 kg | L. Nunes           | G 4:1        | Khürelkhüügiin B. | G 10:0        | Y. Kawai        | V 2:3         | —                         | —                         | L. Owtscharowa        | G 10:0                | ausgeschieden | ausgeschieden | Bronze |
| Mimi Christowa    | Klasse bis 68 kg | M. Dschumanasarowa | V 5:7        | ausgeschieden     | ausgeschieden | ausgeschieden   | ausgeschieden | ausgeschieden             | ausgeschieden             | ausgeschieden         | ausgeschieden         | ausgeschieden | ausgeschieden | 11     |
| Männer            |                  |                    |              |                   |               |                 |               |                           |                           |                       |                       |               |               |        |
| Georgi Wangelow   | Klasse bis 57 kg | A. Kherbache       | G 11:0S      | R. Kumar          | V 4:14        | ausgeschieden   | ausgeschieden | Ó. Tigreros               | G 13:4S                   | N. Sanajew            | V 1:5                 | ausgeschieden | ausgeschieden | 5      |

#### Griechisch-römischer Stil
Legende: G = Gewonnen, V = Verloren, S = Schultersieg
| Athleten         | Wettbewerb       | Achtelfinale | Achtelfinale | Viertelfinale | Viertelfinale | Halbfinale    | Halbfinale    | Hoffnungsrunde Halbfinale | Hoffnungsrunde Halbfinale | Hoffnungsrunde Finale | Hoffnungsrunde Finale | Finale        | Finale        | Rang |
| Athleten         | Wettbewerb       | Gegner       | Ergebnis     | Gegner        | Ergebnis      | Gegner        | Ergebnis      | Gegner                    | Ergebnis                  | Gegner                | Ergebnis              | Gegner        | Ergebnis      | Rang |
| ---------------- | ---------------- | ------------ | ------------ | ------------- | ------------- | ------------- | ------------- | ------------------------- | ------------------------- | --------------------- | --------------------- | ------------- | ------------- | ---- |
| Männer           |                  |              |              |               |               |               |               |                           |                           |                       |                       |               |               |      |
| Aik Mnatsakanian | Klasse bis 77 kg | B. Starčević | V 1:3        | ausgeschieden | ausgeschieden | ausgeschieden | ausgeschieden | ausgeschieden             | ausgeschieden             | ausgeschieden         | ausgeschieden         | ausgeschieden | ausgeschieden | 12   |
| Kiril Milow      | Klasse bis 97 kg | C. İldem     | G 3:1        | M. Saravi     | V 0:6         | ausgeschieden | ausgeschieden | ausgeschieden             | ausgeschieden             | ausgeschieden         | ausgeschieden         | ausgeschieden | ausgeschieden | 8    |

### Schießen
| Athleten              | Wettbewerb            | Qualifikation   | Qualifikation | Finale          | Finale | Ringe/ Scheiben | Rang   |
| Athleten              | Wettbewerb            | Ringe/ Scheiben | Rang          | Ringe/ Scheiben | Rang   | Ringe/ Scheiben | Rang   |
| --------------------- | --------------------- | --------------- | ------------- | --------------- | ------ | --------------- | ------ |
| Frauen                |                       |                 |               |                 |        |                 |        |
| Marija Grosdewa       | Luftpistole 10 Meter  | 559 / 10        | 43            | —               | —      | 559             | 43     |
| Marija Grosdewa       | Sportpistole 25 Meter | 578 / 14        | 27            | —               | —      | 578             | 27     |
| Antoaneta Kostadinowa | Luftpistole 10 Meter  | 578             | 13            | 239,4           | 2      | 817,4           | Silber |
| Antoaneta Kostadinowa | Sportpistole 25 Meter | 590 / 16        | 1             | 28              | 4      | 618             | 4      |
| Selin Ali             | Trap                  | 115             | 20            | —               | —      | 115             | 20     |

### Schwimmen
| Athleten           | Wettbewerb          | Vorlauf        | Vorlauf | Halbfinale    | Halbfinale    | Finale        | Finale        | Rang |
| Athleten           | Wettbewerb          | Zeit           | Rang    | Zeit          | Rang          | Zeit          | Rang          | Rang |
| ------------------ | ------------------- | -------------- | ------- | ------------- | ------------- | ------------- | ------------- | ---- |
| Frauen             |                     |                |         |               |               |               |               |      |
| Diana Petkowa      | 100 m Brust         | 1:10,61 min    | 34      | ausgeschieden | ausgeschieden | ausgeschieden | ausgeschieden | 34   |
| Diana Petkowa      | 200 m Lagen         | 2:16,70 min    | 25      | ausgeschieden | ausgeschieden | ausgeschieden | ausgeschieden | 25   |
| Männer             |                     |                |         |               |               |               |               |      |
| Ljubomir Epitropow | 100 m Brust         | 1:00,71 min    | 32      | ausgeschieden | ausgeschieden | ausgeschieden | ausgeschieden | 32   |
| Ljubomir Epitropow | 200 m Brust         | 2:09,68 min NR | 14      | 2:10,33 min   | 15            | ausgeschieden | ausgeschieden | 15   |
| Jossif Miladinow   | 100 m Schmetterling | 51,28 s        | 6       | 51,06 s       | 4             | 51,49 s       | 8             | 8    |
| Antani Iwanow      | 100 m Schmetterling | 52,25 s        | 29      | ausgeschieden | ausgeschieden | ausgeschieden | ausgeschieden | 29   |
| Antani Iwanow      | 200 m Schmetterling | 1:56,36 min    | 20      | ausgeschieden | ausgeschieden | ausgeschieden | ausgeschieden | 20   |
| Kalojan Lefterow   | 100 m Rücken        | 55,60 s        | 37      | ausgeschieden | ausgeschieden | ausgeschieden | ausgeschieden | 37   |
| Kalojan Lefterow   | 200 m Rücken        | 1:58,96 min    | 24      | ausgeschieden | ausgeschieden | ausgeschieden | ausgeschieden | 24   |

### Tischtennis
| Athleten         | Wettbewerb | Vorrunde      | Vorrunde | 1. Runde       | 1. Runde | 2. Runde     | 2. Runde | 3. Runde      | 3. Runde      | Achtelfinale  | Achtelfinale  | Viertelfinale | Viertelfinale | Halbfinale    | Halbfinale    | Finale/Platz 3 | Finale/Platz 3 | Rang  |
| Athleten         | Wettbewerb | Gegner        | Erg.     | Gegner         | Erg.     | Gegner       | Erg.     | Gegner        | Erg.          | Gegner        | Erg.          | Gegner        | Erg.          | Gegner        | Erg.          | Gegner         | Erg.           | Rang  |
| ---------------- | ---------- | ------------- | -------- | -------------- | -------- | ------------ | -------- | ------------- | ------------- | ------------- | ------------- | ------------- | ------------- | ------------- | ------------- | -------------- | -------------- | ----- |
| Frauen           |            |               |          |                |          |              |          |               |               |               |               |               |               |               |               |                |                |       |
| Polina Trifonowa | Einzel     | Sarah Hanffou | 4:1      | Sarah De Nutte | 4:3      | Yang Xiaoxin | 1:4      | ausgeschieden | ausgeschieden | ausgeschieden | ausgeschieden | ausgeschieden | ausgeschieden | ausgeschieden | ausgeschieden | ausgeschieden  | ausgeschieden  | 33–48 |

### Turnen

#### Gerätturnen
| Athleten         | Wettbewerb       | Qualifikation | Qualifikation | Finale        | Finale        | Rang |
| Athleten         | Wettbewerb       | Punkte        | Rang          | Punkte        | Rang          | Rang |
| ---------------- | ---------------- | ------------- | ------------- | ------------- | ------------- | ---- |
| Männer           |                  |               |               |               |               |      |
| David Huddleston | Barren           | 13,166        | 59            | ausgeschieden | ausgeschieden | 59   |
| David Huddleston | Boden            | 12,433        | 65            | ausgeschieden | ausgeschieden | 65   |
| David Huddleston | Pauschenpferd    | 11,000        | 72            | ausgeschieden | ausgeschieden | 72   |
| David Huddleston | Reck             | 11,466        | 68            | ausgeschieden | ausgeschieden | 68   |
| David Huddleston | Ringe            | 12,200        | 68            | ausgeschieden | ausgeschieden | 68   |
| David Huddleston | Mehrkampf Einzel | 74,265        | 59            | ausgeschieden | ausgeschieden | 59   |

#### Rhythmische Sportgymnastik
| Athletinnen                                                                     | Wettbewerb | Qualifikation | Qualifikation | Finale        | Finale        | Rang |
| Athletinnen                                                                     | Wettbewerb | Punkte        | Rang          | Punkte        | Rang          | Rang |
| ------------------------------------------------------------------------------- | ---------- | ------------- | ------------- | ------------- | ------------- | ---- |
| Frauen                                                                          |            |               |               |               |               |      |
| Borjana Kalejn                                                                  | Einzel     | 95,650        | 8             | 100,625       | 5             | 5    |
| Katrin Tassewa                                                                  | Einzel     | 91,100        | 14            | ausgeschieden | ausgeschieden | 14   |
| Simona Djankowa Stefani Kirjakowa Madlen Radukanowa Laura Traats Erika Safirowa | Gruppe     | 91,800        | 1             | 92,100        | 1             | Gold |